# Onthophagus lakyim
Onthophagus lakyim là một loài bọ cánh cứng trong họ Bọ hung (Scarabaeidae).